# 이홍장
이홍장(중국어 정체자: 李鴻章, 병음: Lǐ Hóngzhāng 리훙장[*], 1823년 2월 15일 ~ 1901년 11월 7일)은 청조 말기의 한족계 거물급 중신 정치인으로 부국강병을 위하여 양무운동 등을 주도한 인물이었다. 국가를 현대화하는 데 격렬한 노력들을 이루고, 몇몇의 주요 반란들을 끝냈으며 서방의 권력과 함께 청나라의 관계에서 지도적인 인물이 되었다. 이홍장은 30세의 영국 육군 장교 찰스 조지 고든의 지휘 아래 "상승군"의 지지와 함께 태평천국의 난에 다수의 승리를 거두었고 하남 (1865년)과 산동 (1866년)에서 일어난 염군의 난을 진압하였다. 1870년 그는 직례총독으로 임명되어 상업과 산업을 발전시키는 계획들을 착수하였고 중국해군을 현대화하고, 포트아서 (현재 뤼순커우구)와 다구포대를 요새화하는 데 많은 돈을 썼다.
이홍장은 서방에서 외교관과 협상자로서 가장 잘 알려졌다. 1894년 청일 전쟁 이래 이홍장은 청조 말기에 중국의 당황의 문학적 상징으로 지내왔다. 중국에서 그의 이미지는 그의 정치적 견식의 부족과 외세에 대항하는 단 하나의 외부 군대 캠페인을 이기는 데 실패한 것에 가장 비판적과 함께 논란이 많은 것으로 남아있으나 청조 말기에 산업과 현대화의 개척자, 그의 외교 실력과 태평천국의 난에 대항하는 그의 국내 군사 캠페인들로서 그의 역할을 칭송하였다. 그의 공식적인 능력에 이홍장에 의하여 조인된 많은 조약들이 중국을 위하여 불공평하고 굴욕적인 것으로 숙고되었어도 더욱 더 많은 역사적 문서들은 외국인들과 함께 그의 만남에 이홍장의 용기와 솔직함을 논증한 것으로 찾아졌다.

## 생애

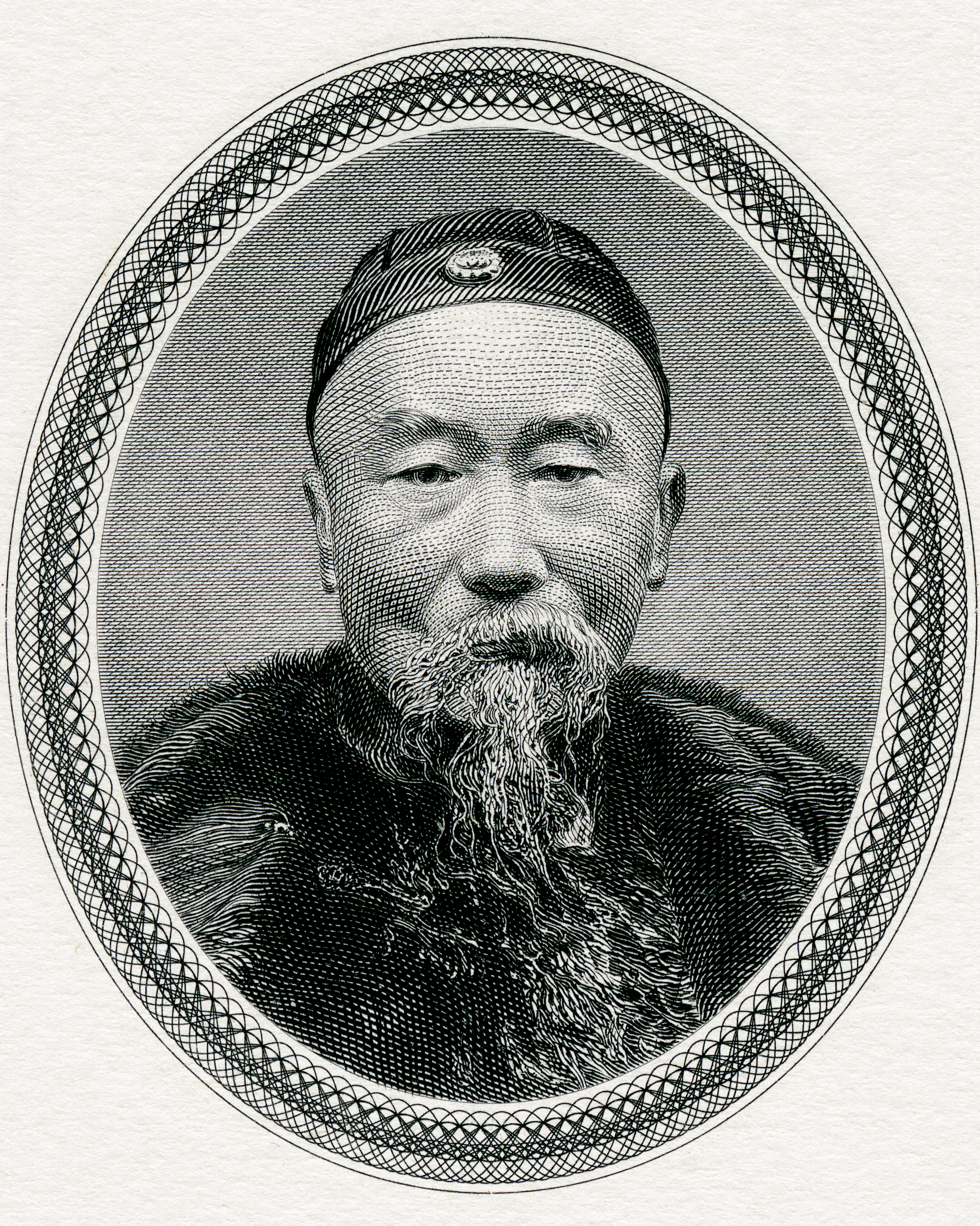
이홍장의 조각 초상화 (찰스 스키너 작)

안휘성 합비 북동부로 14km 떨어진 마을에서 태어났다. 매우 초기 생애로부터 그는 놀라운 능력을 보였다. 그의 부친과 자신의 선도자가 된 증국번은 둘다 유학 문관 시험에서 "고급 학자"의 신분을 얻었다. 1844년 이홍장은 과거제에서 생원이 되어 증국번의 지시 아래 북경에서 자신의 공식적 경력에 착수하였다. 1847년 그는 과거제에서 최고 수준으로 자신의 진사 학위를 취득하였고, 2년 후에 그는 한림원으로 입학 허가를 받았다. 짧은 후 1850년 제국의 중앙성들이 태평천국의 난에 의하여 침입되었고, 국내적 종교와 정치적 격변이 왕조를 무너뜨리는 데 위협하였다. 이홍장과 그의 부친은 자신들의 향토를 지키는 지방 시민군을 결성하였다. 이홍장은 애도를 위한 전통적 유학 은퇴를 택하는 대신 1855년 부친이 사망한 후, 너무 헌신적으로 그 직위에 비공식적으로 머물렀다. 1856년 그는 심판의 직위를 얻었고, 1859년 복건성으로 옮겨져 도대의 계급이 주어졌다.
과거제로 그의 어부는 양광총독 증국번의 주의를 끌어들였다. 증국번의 요구에 이홍장은 반란에 대항하는 데 참여하는 데 회상되어 그의 막료에 가입되었다. 그는 미국인 프레더릭 타운센드 워드에 의하여 키워지고 30세의 영국인 육군 장교 찰스 조지 고든의 지휘 아래에 놓였던 외국 용병의 군단 "상승군"에 의하여 지지된 자신을 찾아냈다. 이 지지와 함께 이홍장은 소주의 항복과 남경의 포획으로 이끈 다수의 승리를 거두었다. 이러한 악용들로 그는 강소순무로 만들어져 황마괘와 장식되었고 백작으로 임명되었다.
하지만 소주의 항복과 연결된 사건은 리의 고든과 관계를 불쾌하게 만들었다. 고든과 함께 합의에 의하여 반란군의 왕자들은 자신들의 생명을 구해야 한다는 조건에 남경을 양보하였다. 이 합의에 불구하고, 이홍장은 그들의 즉시 사형을 명령하였다. 자신이 소총을 잡았다는 이 신뢰의 위반은 고든을 매우 격분시켜 그의 말에 위조자를 쏘려고 작정하였고, 이홍장이 도망치지 않았다면 그렇게 했을 것이다.
1864년 태평천국의 난의 억압시 이홍장은 강소순무로서 자신의 임무들을 맡았으나 오래지 않아 시민 생활의 나머지를 허용하지 않았다. 염군의 난이 하남 (1865년)과 산동 (1866년)에서 일어났을 때 그는 다시 전투를 차지하라는 명령을 받았고, 어떤 불운이 있던 후에 그는 운동을 진압하는 데 성공하였다. 1년 후에 톈진 교안이 호광에 그의 이동을 필요했을 때 그는 호광총독으로 임명되어 1870년까지 거기에 남아있었다.

## 직례총독 재임

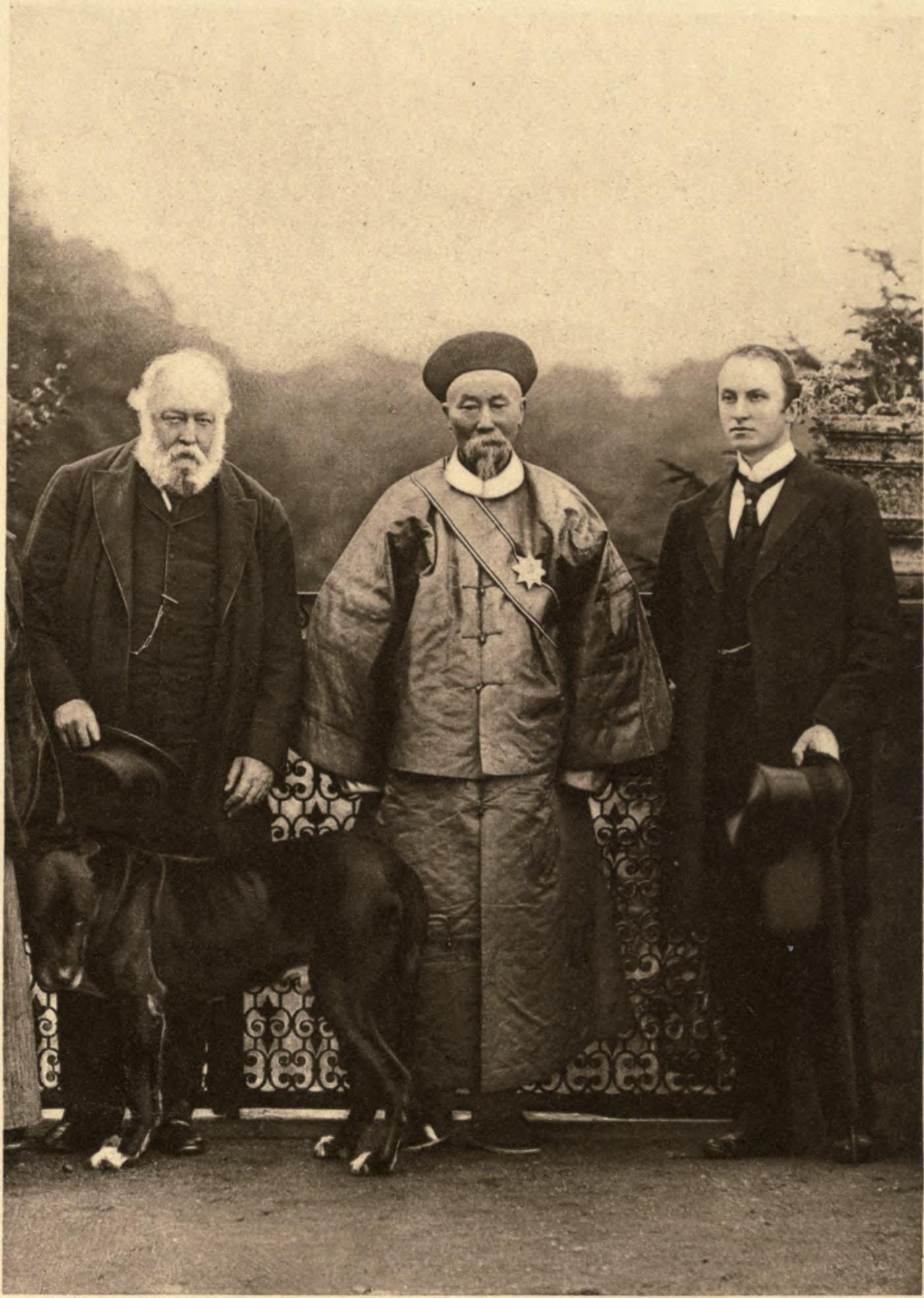
솔즈베리 경과 커즌 경과 함께

그 결과 1870년 음력 8월 3일, 이홍장은 직례총독(直隷總督)으로 임명되었다. 이 직위에서 그는 국민들 중에 반외 정서를 계속 살려두는 전체의 시도들을 억압하였다. 자신의 업무들로 그는 제국의 학감과 제국 대협의회의 회원으로 만들어져 공작새의 깃털들과 장식되었다
총독으로서 그의 임무들에 추가로 이홍장은 무역의 감독관으로 만들어졌고, 퇴직의 몇몇 간격들과 함께 그는 거의 한 손으로 청나라의 외교 정책을 수행하였다. 그는 토머스 웨이드 경과 함께 연대조약(煙臺條約)을 체결하였고, 따라서 운남성(雲南省)에서 오거스트 레이몬드 마거리의 살해에 의하여 일어난 영국과의 어려움을 끝냈으며 페루와 일본과의 조약들을 마련하였고 조선에서 활동적으로 청의 정책을 지시하였다.
1875년 동치제(同治帝)의 사망에 수도로 들어오는 큰 무장 군대를 갑자기 소개한 이홍장은 광서제가 동태후(東太后)와 서태후(西太后) 두 황태후들의 섭정 하에 즉위하는 쿠데타를 이루었다.
1876년 일본은 조선과 한반도에 청의 전통적인 종주권을 무시한 조약을 협상하였다. 이홍장은 미국과 조선 사이에 이후의 무역 협정을 교묘히 다루는 데 시도하였으나 미국이 조선과 청 사이의 옛 관계를 인정하도록 할 수 없었다. 1879년 청나라는 류큐 제도의 종주권을 일본에게 빼앗겼다. 1886년 청불 전쟁의 종결 시엔 이홍장은 프랑스와 조약을 마련하였다. 그는 안남의 청나라 통지에 프랑스의 수납을 구하였으나 프랑스의 주권을 인정하는 데 강요되었다.
이홍장은 제국 강화를 최우선으로 삼았다. 직례총독을 지낸 동안 그는 잘 짜여지고, 잘 무장된 큰 군대를 키웠고, 포트아서(Port Arthur, 오늘날 뤼순커우구)와 다구포대 둘다를 요새화하고, 해군을 늘이는 데 많은 돈을 썼다. 세월 동안 그는 일본에서 성공적인 개혁들이 시행된 것을 보았고, 그 제국과 함께 갈등에 대한 확고한 두려움을 가졌다.

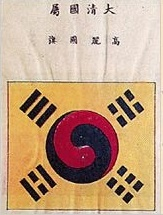
1886년에 발간된 이홍장이 청나라와 외국이 맺은 조약을 유형별로 분류하여 기록한 책인 통상장정성안휘편(通商章程成案彙編)에 실린 조선왕조의 국기

1885년 이홍장과 일본의 정치인 이토 히로부미는 조선에 공동 보호로 동의하였다. 1894년 일본은 조선에 청나라와 함께 전쟁으로 갔다. 조선에서 청나라의 외교에 자신의 두드러진 역할과 만주에서 자신의 강한 정치적 연결 때문에 이홍장은 피해가 막심한 청일 전쟁에서 자신이 청나라를 이끈 것을 찾아냈다. 이홍장의 북양(北洋) 함대는 청나라의 다른 2척의 현대식 함대들로부터 거의 원조없이 일본과 갈등의 직전을 쳤다. 청나라는 해전이 일어난 동안 어떤 군함들이 대포가 다 나갔고, 한 해군 사령관 등세창이 적군의 군함들을 부딪치는 데 의지한 결과와 함께 이홍장의 군대 중 한 관공리가 탄약의 매입을 위하여 의지된 기금의 개인적 이용을 만든 부패에 의하여 더욱 불리해졌다. 청나라는 해상 전쟁에서 패배하였고, 대만과 랴오둥반도를 일본에 할양하고, 조선의 독립을 인정하고, 새로운 조약 항구들을 개장하고, 일본에게 큰 배상금을 내고 불평등 조약들 아래 서양인들에 의하여 주장된 지금까지 이점의 전부를 일본에게 승인해야 했다. 이홍장은 개인적으로 평화 협상들을 여는 데 일본으로 여행을 떠나 일본의 동정심을 자극한 공격에서 한 일본인 광신자에 의하여 상처를 입었고, 평화의 가혹한 조건을 다소 가볍게 하였다.
이홍장은 이 전쟁을 피하려고 노력했으나 그럼에 불구하고 그의 영향력은 그것 때문에 고통을 겪었다. 일본군에 손에 자신의 비교적 현대화된 군대와 작은 해군의 패배는 부국강병의 더욱 넓은 원인은 물로 그의 정치적 지위를 약화시켰다.

## 해외 방문

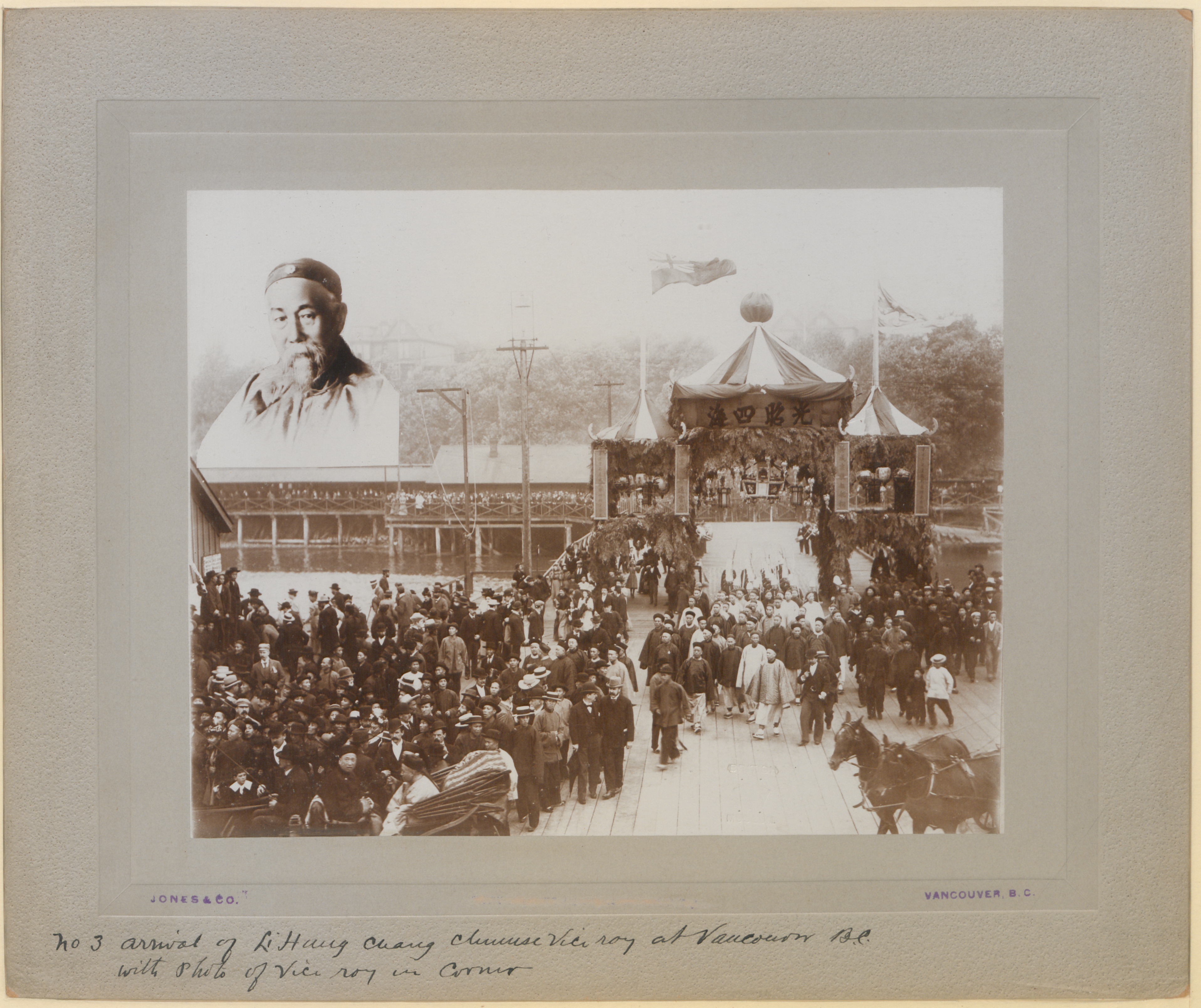
1896년 이홍장의 밴쿠버 도착 사진 (현재 대영 도서관 소재)

서방 국가들은 이홍장을 지도적인 정치가로 간주하였다. 1896년 그는 유럽과 미국을 순방하였으며 워싱턴 D. C.에서 그로버 클리블랜드 대통령에 의하여 영접을 받고, 1882년의 중국인 배척법 후에 중국인들의 이민을 거대하게 제한시킨 미국의 이민 정책들의 개혁을 옹호하였다. 이 방문 중에 그는 또한 스핏헤드에서 1896년 영국 왕립해군 관함식을 목격하여 빅토리아 여왕에 의하여 로열 빅토리아 훈장의 대십자 기사가 주어졌다. 러시아에서 그는 차르의 대관식에 참석하였고, 현대 중국의 첫 평등 조약이었던 청나라와 러시아 사이에 동맹을 비밀적으로 협상하였다. 청나라로 귀국에 그는 냉담한 접견을 받았고, 황태후가 그를 대표하여 자신의 영향력을 이용해야 했다.
그는 무역의 감독관으로서 자신의 직위를 지켰고, 1899년 임시 대행 양강총독으로 만들어졌다. 이홍장은 의화단 운동을 끝내는 주요 역할을 하였다. 1901년 그는 북경을 포획한 서방 세력들과 함께 주요 중국인 협상자였으며 9월 7일 그는 의화단 사건을 끝내는 조약에 조인하였고, 중국을 위한 엄청난 배상금에 외국 군대의 출발을 얻었다. 지쳐버린 그는 2달 후 북경에서 사망하였다.

## 의견들과 유산

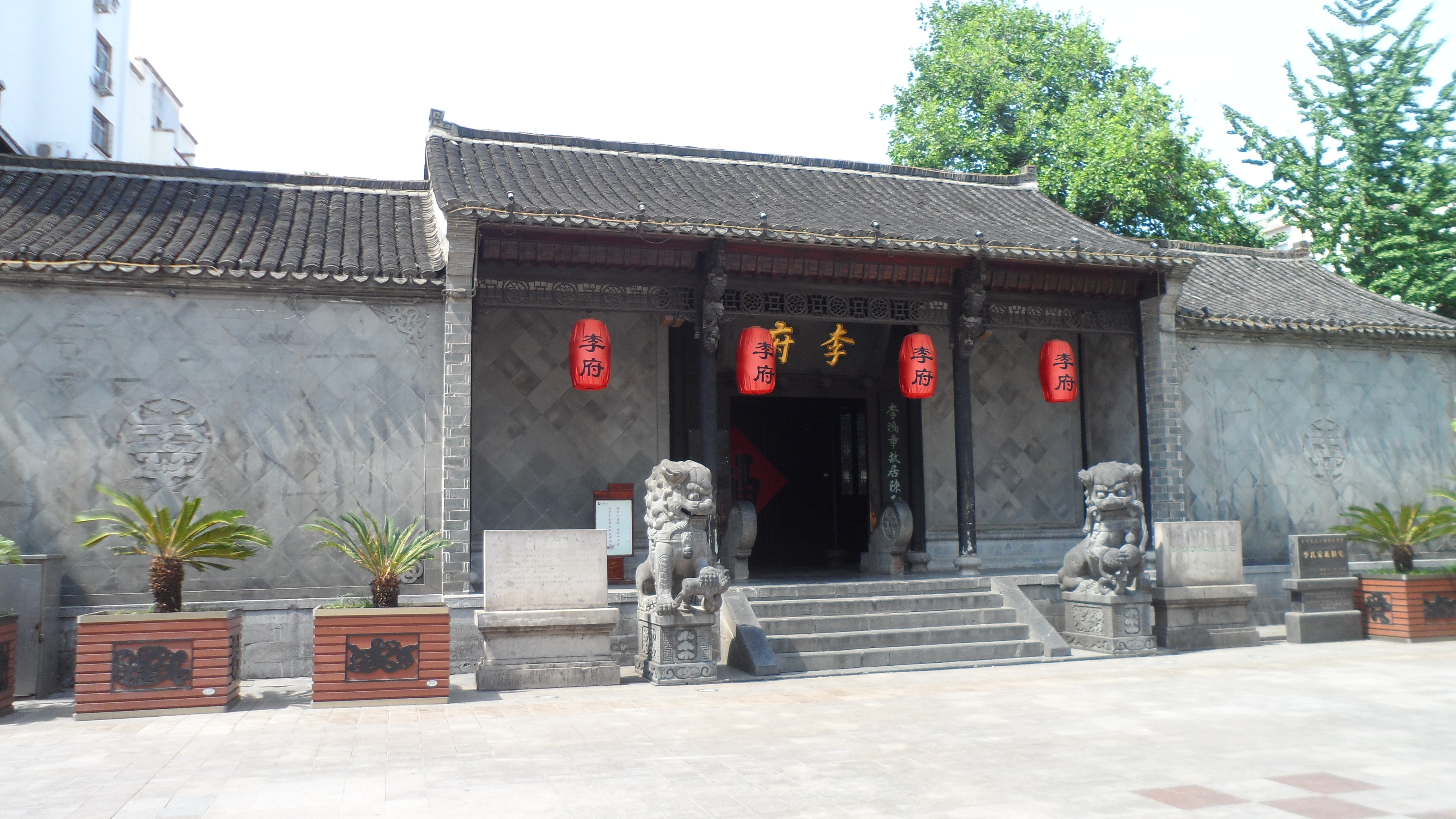
이홍장의 전 대저택

몇몇의 같은 시대 사람들과 더불어 이홍장은 청조와 정부의 유학 제도를 보존하는 노력에서 중국을 현대화시킨 노력 뒤에 주요 수단으로 지낸 것과 함께 명예가 주어졌다. 직례총독으로서 자신의 25년 동안 그는 상업과 산업을 발전시키는 계획들을 착수하였고, 특히 중국의 군사력의 현대화와 함께 자신을 염려하였다. 이홍장은 정부의 옛 제도 안에 부정 때문에 이 노력들이 완전 효과적으로 될 수 없었던 것을 알았다. 이홍장은 교육 개혁과 문관 시험으로 과학의 소개를 옹하였으나 1881년 보수적인 반대와 향했을 때 자신의 제안들을 취소하였다. 다양한 시간에 장기적 기간 동안 이홍장은 서방 세력과 일본과 그 거래들에 중국을 대표하는 데 권한이 있었다. 이홍장은 자신의 예지력과 전망으로 인정되었으나 동시에 부패에 빠지고 전통적인 청나라의 공직들 중에 권력자를 움직여 공작한 것으로 알려졌다.
청일 전쟁 이래 이홍장은 비판의 목표가 되고 중국인들에게 배신자와 악명 높은 역사적 인물로서 많은 방향에 묘사되어 왔다.
1885년 만큼 일찍이 동등하게 유명하나 더욱 더 존경을 받은 군사 지도자 좌종당 장군은 이홍장을 배신자로 지내온 것을 기소하였다. 1884년 8월 마강해전에서 청나라 해군이 물러났어도 청나라 육군은 프랑스에서 쥘 페리 정부의 몰락을 가져온 1885년 3월 결정적인 진남관 전투를 이겼다. 프랑스에서 정치적 상황이 아직도 1884년 만큼 똑같았어도 7월 이홍장은 후에 조약을 확증한 청불 조약에 조인하였다. 좌종당 장군은 이홍장의 행동을 이해할 수 없었고, 그가 중국 역사 기록에서 악명 높을 것이라고 예측하였다.
배운 러시아의 동양학자이자 러시아-청국 은행의 최고 경영자 에스페르 에스페레비치 오우치톰스키 황태자 (1861년 ~1921년)에 의하면 1896년 6월 3일 "청나라와 러시아 사이에 상호 방어 조약"을 조인한 당시 이홍장이 3백만 루블의 뇌물을 받았다고 한다. 자신의 회고록 〈청조에 전략적 승리〉에서 오우치톰스키 황태자는 "청나라와 러시아 사이에 상호 방어 조약의 조인이 있던 하루 후에 러시아 제국의 재무부의 일반 사무국장 로마노프, 최고 의사결성권자 치타이루오와 내가 이홍장에게 지불하는 데 동의서 문서를 서명하였다. 문서는 청나라 황제가 중국 동부 철도 건설의 찬성을 공고했을 당시 첫 1백만 루블, 철도를 재건하는 데 계약을 서명한 당시 2번째 1백만 루블, 철도의 건설이 끝날 당시 마지막 1백만 루블이 지불될 것이라고 약정한다. 문서는 이홍장에게 주어지지 않았으나 러시아 재무부의 일급 비밀 폴더에 간직되었다."고 썼다. 3백만 루블은 러시아-청국 은행의 헌신적인 기금으로 입금되었다. 러시아 제국 재무부의 최근에 노출된 기록에 의하면 러시아 겨울 궁전 아카이브에서 영수증들이 있는 경우 이홍장이 결국적으로 3백만 중에 1천 7십만 2천 5백 루블을 받았다고 한다.
2003년에 나와 CCTV에 의하여 제작된 논쟁적인 텔레비전 시리즈 《주향공화》는 중국 본토에서 처음으로 이홍장을 영웅적인 빛으로 묘사하였다. 시리즈는 이후에 금지되었는 데 대부분 중국 본토에서 공산당원들이 아닌 타이완에서 중국 국민당원들에 의하여 옹호된 쑨원의 아이디어와 원칙들의 광범위한 범위 때문이었다.
그럼에 불구하고, 많은 역사가와 학자들은 이홍장을 중국 역사의 청조 후기 시대의 지나치게 기교적인 정치인, 능숙한 외교관과 산업 개척자로 숙고한다. 그의 공식적인 능력에서 이홍장에 의하여 조인된 많은 조약들이 청나라를 위하여 불공평하고 굴욕적으로 숙고되었어도 더욱 더 많은 역사적 문서들은 외국인들과 그의 만남에 이홍장의 용기와 솔직함을 논증한 것으로 찾아졌다.

## 추가 독서
- Little, Alicia E. Neve (2010) [1903]. 《Li Hung-Chang: His Life and Times》. New York: Cambridge University Press. ISBN 1-108-02400-9.
- Li, Hung-chang; Itō, Hirobumi (1895). 《Verbal Discussions During Peace Negotiations between the Chinese Plenipotentiary, Viceroy Li Hung-Chang, and the Japanese Plenipotentiaries, Count Ito and Viscount Mutsu, at Shimonoseki, Japan, March–April, 1895》. Tientsin Press.
- Words on Li Hung Chang from the Papers of Charles Daniel Tenney
- Reminiscences of Li Hung Chang from the Papers of Charles Daniel Tenney

## 같이 보기
- 상해 전투 (1861년)
- 양무운동

1. ↑  『大淸穆宗毅皇帝實錄』 卷288 同治9년(1870) 8월 3일, "調直隸總督曾國藩為兩江總督, 未到任前, 以江甯將軍魁玉兼署, 調湖廣總督李鴻章為直隸總督, 以浙江巡撫李瀚章為湖廣總督. 浙江布政使楊昌濬為巡撫."